# Netopýr alkathoe
Netopýr alkathoe (Myotis alcathoe) je druh netopýra z čeledi netopýrovití. Podobá se netopýru vousatému (Myotis mystacinus) a netopýru Brandtovu (Myotis brandtii). Tento netopýr byl popsán v roce 2001. V ČR se pro něj nejdříve používal název netopýr menší, ale později bylo přijato označení netopýr alkathoe.

## Popis
Netopýr alkathoe je jedním z nejmenších netopýrů. Jeho předloktí je dlouhé nejvýše 32,5 mm, délka tlapky dosahuje maximálně 6 mm a hmotnost těla se pohybuje od 4 do 5 g. Oproti všem druhům, kterým se podobá, je menší. Srst je hnědá až rezavá. Má světlé okolí očí a ušní boltce, které jsou uvnitř bledé. 

Horní čelisti netopýrů vousatého, Brandtova a alkathoe.

## Výskyt
První typoví netopýři alkathoe pocházejí z Řecka. Ale jeho výskyt byl již potvrzen v mnoha evropských zemích. V ČR byl poprvé odchycen v roce 2005 v Lánské oboře.

## Způsob života
Pro své úkryty využívá pukliny ve vysokých listnatých stromech. Obývá převážné dlouhověké lesy. V létě v lesích i loví, ale v ostatních obdobích loví i na březích vodních toků a v zahradách. 